# Tole extans
Tole extans là một loài chân đều trong họ Janiroidea incertae sedis. Loài này được Barnard miêu tả khoa học năm 1914.